# Bulletin of the American Mathematical Society
Bulletin of the American Mathematical Society wetenschappelijk tijdschrift op het gebied van de wiskunde. De naam wordt in literatuurverwijzingen meestal afgekort tot Bull. Am. Math. Soc. Het publiceert overzichtsartikelen voor een niet al te gespecialiseerd publiek, alsmede boekrecensies en korte artikelen. Alle artikelen worden op uitnodiging geschreven. Het tijdschrift wordt uitgegeven door de American Mathematical Society en verschijnt 4 keer per jaar. Het eerste nummer verscheen in 1979.